# Rivière Aquatuc
Rivière Aquatuc är ett vattendrag i Kanada.   Det ligger i provinsen Québec, i den östra delen av landet, 900 km norr om huvudstaden Ottawa.
Runt Rivière Aquatuc är det mycket glesbefolkat, med 3 invånare per kvadratkilometer.